# Fleret

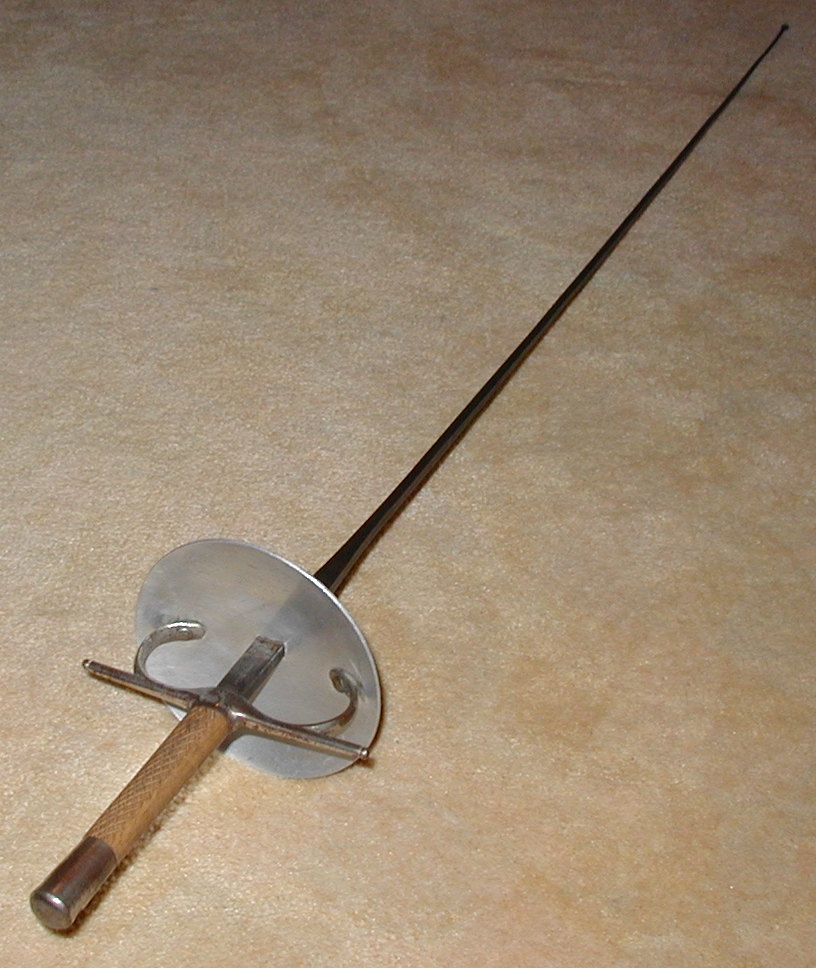
Italský fleret

Fleret (končíř, fr. fleuret, it. fioretto) je lehká bodná zbraň (lehčí než kord) určená pro sportovní použití, která byla vyvinuta v průběhu 17. století. Jméno pochází z francouzského slova fleur (květ) a odkazuje na tvar záštitných oblouků.
Technické parametry: zbraň se skládá z čepele, číšky a rukojeti. Musí být kratší než 110 cm a lehčí než 500 g. Podle typu rukojeti se rozlišuje fleret francouzský, italský, nebo belgický. Čepel má obdélníkový průřez.
Fleret je velmi rychlá a technická zbraň, vhodná pro začátečníky i zkušené šermíře. Začátečníci s ním obvykle začínají a teprve později přecházejí na kord.
Při šermu s fleretem se počítají zásahy na vymezené části trupu šermíře vymezeném speciální elektricky vodivou vestou. Při souboji touto zbraní platí právo útoku.

## Typy fleretů
- belgický fleret
- francouzský fleret
- italský fleret